# Österreichische Eiskunstlaufmeisterschaften
Die Österreichischen Eiskunstlaufmeisterschaften finden jährlich mit dem Ziel statt, die besten österreichischen Eiskunstläufer in den vier Teildisziplinen Herren, Damen, Paare und Eistanzen zu bestimmen.
Bis zum Jahr 1895 nahmen österreichische Eiskunstläufer bei den Deutschen Meisterschaften teil. Die ersten österreichischen Meisterschaften für Herren fanden im Jahre 1898 in Wien statt. Die ersten Meisterschaften, an denen Damen und Paare teilnehmen durften, fanden 1911 in Prag, bzw. Wien statt. Eistänzer durften erstmals 1937 teilnehmen.
Nach dem Anschluss Österreichs an das Deutsche Reich im Jahr 1938 wurden – statt Österreichischer Meisterschaften – bis zum Jahr 1943 „Gau-Meisterschaften“ oder „Ostmark-Meisterschaften“ ausgetragen, die aber in den Annalen des Wiener Eislaufvereins den Österreichischen Meisterschaften auf Grund des sportlichen Werts gleichgehalten werden. Manche Läuferinnen und Läufer wählten als Kürmusik den Wiener Walzer und setzten damit ein vorsichtiges Zeichen ihres Glaubens an Österreich. In den Jahren 1944 und 1945 gab es überhaupt keine Wettbewerbe. Die ersten Österreichischen Meisterschaften nach dem Zweiten Weltkrieg waren jene von 1946.
Die einzigen Läuferinnen, welche bei Österreichischen Meisterschaften sowohl im Einzel- als auch im Paarlauf den Titel gewannen, waren Herma Szabo, die im Einzellauf von 1922 bis 1927 Gold holte und im Paarlauf von 1925 bis 1926 (mit Ludwig Wrede), Eva Pawlik, die im Einzellauf den Titel von 1946 bis 1949 holte und im Paarlauf im Jahr 1942 gewann (mit Rudi Seeliger), und Miriam Ziegler (im Einzellauf von 2009 bis 2010, im Paarlauf von 2014 bis 2016, 2018, und von 2020 bis 2022, immer mit Severin Kiefer).

## Medaillengewinner

### Herren
| Medaillengewinner | Medaillengewinner                | Medaillengewinner                | Medaillengewinner                | Medaillengewinner                |
| ----------------- | -------------------------------- | -------------------------------- | -------------------------------- | -------------------------------- |
| Jahr              | Ort                              | Gold                             | Silber                           | Bronze                           |
| 1898              | Wien                             | Josef Fellner                    | Ernst Fellner                    | Alfred Klement                   |
| 1899– 1900        | Keine Meisterschaften abgehalten | Keine Meisterschaften abgehalten | Keine Meisterschaften abgehalten | Keine Meisterschaften abgehalten |
| 1901              | Lemberg                          | Max Bohatsch                     | Anton Steiner                    |                                  |
| 1902– 1903        | Keine Meisterschaften abgehalten | Keine Meisterschaften abgehalten | Keine Meisterschaften abgehalten | Keine Meisterschaften abgehalten |
| 1904              | Wien                             | Max Bohatsch                     | Anton Steiner                    |                                  |
| 1905              | Innsbruck                        | Max Bohatsch                     |                                  |                                  |
| 1906              | Wien                             | Ernst Schilling                  |                                  |                                  |
| 1907              | Klagenfurt                       | Ernst Herz                       | Anton Steiner                    |                                  |
| 1908              | Wien                             | Anton Steiner                    |                                  |                                  |
| 1909              | Wien                             | Anton Steiner                    | Fritz Kachler                    | Ludwig Richard                   |
| 1910              | Wien                             | Fritz Kachler                    | Karl Mejstrik                    | Erwin Schwarzböck                |
| 1911              | Klagenfurt                       | Fritz Kachler                    | Karl Mejstrik                    | Josef Oppacher                   |
| 1912              | Lemberg                          | Fritz Kachler                    | Ernst Oppacher                   | Ludwig Richard                   |
| 1913              | Wien                             | Willy Böckl                      | Ernst Oppacher                   |                                  |
| 1914              | Wien                             | Willy Böckl                      | Ernst Oppacher                   | Erwin Schwarzböck                |
| 1915– 1919        | Keine Meisterschaften abgehalten | Keine Meisterschaften abgehalten | Keine Meisterschaften abgehalten | Keine Meisterschaften abgehalten |
| 1920              | Innsbruck                        | Willy Böckl                      |                                  |                                  |
| 1921              | Wien                             | Ernst Oppacher                   |                                  |                                  |
| 1922              | Wien                             | Ernst Oppacher                   | Erwin Schwarzböck                | Ludwig Wrede                     |
| 1923              | Wien                             | Ludwig Wrede                     | Ernst Oppacher                   | Otto Preissecker                 |
| 1924              | Innsbruck                        | Willy Böckl                      | Ludwig Wrede                     | Hugo Distler                     |
| 1925              | Graz                             | Fritz Kachler                    | Willy Böckl                      | Otto Preissecker                 |
| 1926              | Wien                             | Otto Preissecker                 |                                  |                                  |
| 1927              | Klagenfurt                       | Otto Preissecker                 | Karl Schäfer                     | Ernst Oppacher                   |
| 1928              | Innsbruck                        | Otto Preissecker                 | Karl Schäfer                     | Hugo Distler                     |
| 1929              | Stockerau                        | Karl Schäfer                     | Ludwig Wrede                     | Rudolf Zettelmann                |
| 1930              | Wien                             | Karl Schäfer                     | Hugo Distler                     | Ludwig Wrede                     |
| 1931              | Innsbruck                        | Karl Schäfer                     | Hugo Distler                     | Josef Bernhauser                 |
| 1932              | Wien                             | Karl Schäfer                     | Otto Hartmann                    | Erich Erdös                      |
| 1933              | St. Pölten                       | Karl Schäfer                     | Erich Erdös                      | Otto Hartmann                    |
| 1934              | Wien                             | Karl Schäfer                     | Erich Erdös                      | Leopold Linhart                  |
| 1935              | Wien                             | Felix Kaspar                     | Erich Erdös                      | Leopold Linhart                  |
| 1936              | Wien                             | Karl Schäfer                     | Leopold Linhart                  | Hellmut May                      |
| 1937              | Mödling                          | Felix Kaspar                     | Leopold Linhart                  | Hellmut May                      |
| 1938*             | Wien                             | Felix Kaspar                     | Edi Rada                         | Emil Ratzenhofer                 |
| 1939*             | Wien                             | Edi Rada                         | Herbert Alward                   | Emil Ratzenhofer                 |
| 1940*             | Wien                             | Edi Rada                         | Hellmut May                      | Karl Jungbauer                   |
| 1941*             | Wien                             | Edi Rada                         | Hellmut May                      | Karl Jungbauer                   |
| 1942*             | St. Pölten                       | Edi Rada                         | Franz Zelger                     |                                  |
| 1943*             | Mödling                          | Hanno Brückmann                  | Georg Felsenreich                | Karl Kurz                        |
| 1944– 1945        | Keine Meisterschaften abgehalten | Keine Meisterschaften abgehalten | Keine Meisterschaften abgehalten | Keine Meisterschaften abgehalten |
| 1946              | Wien                             | Edi Rada                         | Hellmut May                      | Georg Felsenreich                |
| 1947              | Klagenfurt                       | Edi Rada                         | Helmut Seibt                     | Alexander Balisch                |
| 1948              | Wien                             | Edi Rada                         | Hellmut May                      | Helmut Seibt                     |
| 1949              | Graz                             | Edi Rada                         | Helmut Seibt                     |                                  |
| 1950              | Graz                             | Helmut Seibt                     | Martin Felsenreich               | Norbert Cerny                    |
| 1951              | Wien                             | Helmut Seibt                     | Martin Felsenreich               | Kurt Oppelt                      |
| 1952              | Seefeld                          | Helmut Seibt                     | Martin Felsenreich               | Kurt Oppelt                      |
| 1953              | St. Anton                        | Martin Felsenreich               | Kurt Oppelt                      | Norbert Felsinger                |
| 1954              | Graz                             | Norbert Felsinger                | Hanno Ströher                    | Heinz Döpfl                      |
| 1955              | Wien                             | Norbert Felsinger                | Karl Böhringer                   | Heinz Döpfl                      |
| 1956              | Wien                             | Norbert Felsinger                |                                  |                                  |
| 1957              | Wien                             | Norbert Felsinger                |                                  |                                  |
| 1958              | Spittal/Drau                     | Norbert Felsinger                |                                  |                                  |
| 1959              | Wien                             | Norbert Felsinger                |                                  |                                  |
| 1960              | Wien                             | Norbert Felsinger                |                                  |                                  |
| 1961              | Wien                             | Peter Jonas                      |                                  |                                  |
| 1962              | Wien                             | Peter Jonas                      |                                  |                                  |
| 1963              | Wien                             | Peter Jonas                      |                                  |                                  |
| 1964              | Innsbruck                        | Peter Jonas                      |                                  |                                  |
| 1965              | Klagenfurt                       | Emmerich Danzer                  |                                  |                                  |
| 1966              | Salzburg                         | Emmerich Danzer                  |                                  |                                  |
| 1967              | Wien                             | Emmerich Danzer                  |                                  |                                  |
| 1968              | Feldkirch                        | Emmerich Danzer                  |                                  |                                  |
| 1969              |                                  | Günter Anderl                    |                                  |                                  |
| 1970              |                                  | Günter Anderl                    |                                  |                                  |
| 1971              |                                  | Günter Anderl                    |                                  |                                  |
| 1972              |                                  | Josef Schneider                  |                                  |                                  |
| 1973              |                                  | Günther Hilgarth                 |                                  |                                  |
| 1974              |                                  | Ronald Koppelent                 |                                  |                                  |
| 1975              |                                  | Ronald Koppelent                 |                                  |                                  |
| 1976              |                                  | Ronald Koppelent                 |                                  |                                  |
| 1977              |                                  | Ronald Koppelent                 |                                  |                                  |
| 1978              |                                  | Gerhard Hubmann                  |                                  |                                  |
| 1979              |                                  | Helmut Kristofics-Binder         |                                  |                                  |
| 1980              |                                  | Helmut Kristofics-Binder         |                                  |                                  |
| 1981              |                                  | Helmut Kristofics-Binder         |                                  |                                  |
| 1982              |                                  | Thomas Hlavik                    |                                  |                                  |
| 1983              |                                  | Thomas Hlavik                    |                                  |                                  |
| 1984              |                                  | Thomas Hlavik                    |                                  |                                  |
| 1985              |                                  | Ralph Burghart                   |                                  | Christian Hubinger               |
| 1986              |                                  | Thomas Hlavik                    |                                  |                                  |
| 1987              |                                  | Ralph Burghart                   |                                  |                                  |
| 1988              |                                  | Ralph Burghart                   |                                  |                                  |
| 1989              |                                  | Ralph Burghart                   |                                  |                                  |
| 1990              |                                  | Ralph Burghart                   |                                  |                                  |
| 1991              |                                  | Ralph Burghart                   |                                  |                                  |
| 1992              |                                  | Ralph Burghart                   | Nikolaus Adler (Eiskunstläufer)  | Roland Burghart                  |
| 1993              | Wien                             | Florian Tuma                     | Roland Burghart                  | Markus Lehner                    |
| 1994              | Klagenfurt                       | Florian Tuma                     | Markus Haider                    | Georg Ganner                     |
| 1995              |                                  | Florian Tuma                     |                                  |                                  |
| 1996              | Klagenfurt                       | Florian Tuma                     | Roland Burghart                  | Markus Haider                    |
| 1997              | St. Pölten                       | Florian Tuma                     | Clemens Jonas                    | Roland Burghart                  |
| 1998              | Wien                             | Christian Horvath                | Clemens Jonas                    | Michael Weber                    |
| 1999              | Graz                             | Clemens Jonas                    | Philipp Morscher                 | Florian Mistelbauer              |
| 2000              | Wien                             | Christian Horvath                | Clemens Jonas                    |                                  |
| 2001              | Salzburg                         | Clemens Jonas                    | Christian Horvath                | Christian Rauchbauer             |
| 2002              |                                  | Clemens Jonas                    | Christian Rauchbauer             | Florian Mistelbauer              |
| 2003              | Dornbirn                         | Viktor Pfeifer                   | Christian Rauchbauer             | Florian Mistelbauer              |
| 2004              | Wien                             | Clemens Jonas                    | Viktor Pfeifer                   | Christian Rauchbauer             |
| 2005              | Innsbruck                        | Viktor Pfeifer                   | Christian Rauchbauer             | Manuel Koll                      |
| 2006              | Innsbruck                        | Viktor Pfeifer                   | keine anderen Teilnehmer         | keine anderen Teilnehmer         |
| 2007              | Wien                             | Manuel Koll                      | Viktor Pfeifer                   | Christian Rauchbauer             |
| 2008              | St. Pölten                       | Manuel Koll                      | Christian Rauchbauer             | Mario-Rafael Ionian              |
| 2009              | Linz                             | Viktor Pfeifer                   | Mario-Rafael Ionian              | Severin Kiefer                   |
| 2010              | Innsbruck                        | Viktor Pfeifer                   | Manuel Koll                      | Mario-Rafael Ionian              |
| 2011              | St. Pölten                       | Viktor Pfeifer                   | Manuel Koll                      | Mario-Rafael Ionian              |
| 2012              | Graz                             | Viktor Pfeifer                   | Manuel Koll                      | Severin Kiefer                   |
| 2013              | Wien                             | Viktor Pfeifer                   | Mario-Rafael Ionian              | Severin Kiefer                   |
| 2014              | Salzburg                         | Viktor Pfeifer                   | Mario-Rafael Ionian              | Severin Kiefer                   |
| 2015              | Dornbirn                         | Mario-Rafael Ionian              | Manuel Koll                      | Albert Mück                      |
| 2016              | Innsbruck                        | Mario-Rafael Ionian              | Manuel Koll                      | Albert Mück                      |
| 2017              | Graz                             | Mario-Rafael Ionian              | Manuel Koll                      | Johannes Maierhofer              |
| 2018              | Wien                             | Manuel Koll                      | Albert Mück                      | Manuel Drechsler                 |
| 2019              | Gmunden                          | Maurizio Zandron                 | Luc Maierhofer                   | Albert Mück                      |
| 2020              | Klagenfurt                       | Maurizio Zandron                 | Albert Mück                      | Manuel Drechsler                 |
| 2021              | Linz                             | Maurizio Zandron                 | Luc Maierhofer                   | Albert Mück                      |
| 2022              | Graz                             | Luc Maierhofer                   | Maurizio Zandron                 | Valentin Eisenbauer              |
| 2023              | St. Pölten                       | Maurizio Zandron                 | Luc Maierhofer                   | Anton Skoficz                    |
| 2024              | Feldkirch                        | Maurizio Zandron                 | Luc Maierhofer                   | Anton Skoficz                    |
| 2025              | Dornbirn                         | Maurizio Zandron                 | Valentin Eisenbauer              | Anton Skoficz                    |

### Damen
| Medaillengewinner | Medaillengewinner                | Medaillengewinner                | Medaillengewinner                | Medaillengewinner                |
| ----------------- | -------------------------------- | -------------------------------- | -------------------------------- | -------------------------------- |
| Jahr              | Ort                              | Gold                             | Silber                           | Bronze                           |
| 1913              | Prag                             | Gisela Reichmann                 | Paula Zalaudek                   | Paula Hanka                      |
| 1914              | Wien                             | Paula Zalaudek                   | Gisela Reichmann                 |                                  |
| 1916              | Wien                             | Paula Zalaudek                   | Gisela Reichmann                 |                                  |
| 1917              | Wien                             | Gisela Reichmann                 | Paula Zalaudek                   |                                  |
| 1918              | Wien                             | Gisela Reichmann                 | Herma Szabó                      |                                  |
| 1922              | Wien                             | Herma Szabó                      |                                  |                                  |
| 1923              | Wien                             | Herma Szabó                      | Gisela Reichmann                 | Hilde Thiel                      |
| 1924              | Wien                             | Herma Szabó                      | Hilde Thiel                      |                                  |
| 1925              | Klagenfurt                       | Herma Szabó                      |                                  |                                  |
| 1926              | Graz                             | Herma Szabó                      | Melitta Brunner                  |                                  |
| 1927              | Innsbruck                        | Herma Szabó                      | Melitta Brunner                  | Fritzi Burger                    |
| 1928              | Wien                             | Fritzi Burger                    | Melitta Brunner                  | Grete Kubitschek                 |
| 1929              | Semmering                        | Fritzi Burger                    | Melitta Brunner                  | Gerda Hornung                    |
| 1930              | Innsbruck                        | Fritzi Burger                    | Melitta Brunner                  | Ilse Hornung                     |
| 1931              | Mödling                          | Fritzi Burger                    | Ilse Hornung                     | Lilly Weiler                     |
| 1932              | Wien                             | Hilde Holovsky                   | Fritzi Burger                    | Hela Dietz                       |
| 1933              | Graz                             | Hilde Holovsky                   | Liselotte Landbeck               | Helga Schrittwieser              |
| 1934              | Wien                             | Liselotte Landbeck               | Grete Lainer                     | Fritzi Burger                    |
| 1935              | Wien                             | Liselotte Landbeck               | Grete Lainer                     | Hedy Stenuf                      |
| 1936              | Wien                             | Emmy Putzinger                   | Hedy Stenuf                      | Grete Lainer                     |
| 1937              | Wien                             | Emmy Putzinger                   | Grete Lainer                     | Hanne Niernberger                |
| 1938*             | Seefeld                          | Emmy Putzinger                   | Hanne Niernberger                | Lissy König                      |
| 1939*             | Wien                             | Emmy Putzinger                   | Emmy Polak                       | Anita Waegeler                   |
| 1940*             | Wien                             | Hanna Niernberger                | Emmy Putzinger                   | Hertha Wächtler                  |
| 1941*             | Wien                             | Hanne Niernberger                | Martha Musilek                   | Madeleine Müller                 |
| 1942*             | Klagenfurt                       | Martha Musilek                   | Grete Veit                       | Inge Solar                       |
| 1943*             | Mödling                          | Martha Musilek                   | Madeleine Müller                 | Hilde Appeltauer                 |
| 1944– 1945        | Keine Meisterschaften abgehalten | Keine Meisterschaften abgehalten | Keine Meisterschaften abgehalten | Keine Meisterschaften abgehalten |
| 1946              | Wien                             | Eva Pawlik                       | Inge Solar                       | Hilde Appeltauer                 |
| 1947              | Graz                             | Eva Pawlik                       | Inge Solar                       | Lilly Fuchs                      |
| 1948              | Wien                             | Eva Pawlik                       | Hilde Appeltauer                 | Inge Solar                       |
| 1949              | Graz                             | Eva Pawlik                       | Lilly Fuchs                      | Susi Giebisch                    |
| 1950              | Innsbruck                        | Lilly Fuchs                      | Susi Giebisch                    | Helga Haid                       |
| 1951              | Wien                             | Lotte Schwenk                    | Annelies Schilhan                | Eva Weidler                      |
| 1952              | Seefeld                          | Annelies Schilhan                | Sissy Schwarz                    | Eva Weidler                      |
| 1953              | St. Anton                        | Annelies Schilhan                | Ingrid Wendl                     | Hanna Walter                     |
| 1954              | Graz                             | Annelies Schilhan                | Hanna Eigel                      | Ingrid Wendl                     |
| 1955              | Wien                             | Ingrid Wendl                     | Hanna Eigel                      | Hanna Walter                     |
| 1956              | Wien                             | Ingrid Wendl                     |                                  |                                  |
| 1957              | Wien                             | Hanna Eigel                      |                                  |                                  |
| 1958              | Spittal/Drau                     | Ingrid Wendl                     |                                  |                                  |
| 1959              | Wien                             | Hanna Walter                     |                                  |                                  |
| 1960              | Wien                             | Regine Heitzer                   |                                  |                                  |
| 1961              | Wien                             | Regine Heitzer                   |                                  |                                  |
| 1962              | Wien                             | Regine Heitzer                   |                                  |                                  |
| 1963              | Wien                             | Regine Heitzer                   |                                  |                                  |
| 1964              | Innsbruck                        | Regine Heitzer                   |                                  |                                  |
| 1965              | Klagenfurt                       | Regine Heitzer                   |                                  |                                  |
| 1966              | Salzburg                         | Regine Heitzer                   |                                  |                                  |
| 1967              | Wien                             | Beatrix Schuba                   |                                  |                                  |
| 1968              | Feldkirch                        | Beatrix Schuba                   |                                  |                                  |
| 1969              |                                  | Beatrix Schuba                   |                                  |                                  |
| 1970              |                                  | Beatrix Schuba                   |                                  |                                  |
| 1971              |                                  | Beatrix Schuba                   |                                  |                                  |
| 1972              |                                  | Beatrix Schuba                   |                                  |                                  |
| 1973              |                                  | Sonja Balun                      |                                  |                                  |
| 1974              |                                  | Sonja Balun                      |                                  |                                  |
| 1975              |                                  | Sonja Balun                      |                                  |                                  |
| 1976              |                                  | Sonja Balun                      |                                  | Claudia Kristofics-Binder        |
| 1977              |                                  | Claudia Kristofics-Binder        |                                  |                                  |
| 1978              |                                  | Claudia Kristofics-Binder        |                                  |                                  |
| 1979              |                                  | Claudia Kristofics-Binder        |                                  |                                  |
| 1980              |                                  | Claudia Kristofics-Binder        |                                  |                                  |
| 1981              |                                  | Claudia Kristofics-Binder        |                                  |                                  |
| 1982              |                                  | Claudia Kristofics-Binder        |                                  |                                  |
| 1983              |                                  | Sonja Stanek                     |                                  |                                  |
| 1984              |                                  | Parthena Sarafidis               |                                  |                                  |
| 1985              |                                  | Sabine Paal                      |                                  |                                  |
| 1986              | Linz                             | Parthena Sarafidis               | Sabine Paal                      | Christine Dekitsch               |
| 1987              |                                  | Sabine Paal                      |                                  |                                  |
| 1988              |                                  | Yvonne Pokorny                   |                                  |                                  |
| 1989              |                                  | Yvonne Pokorny                   |                                  |                                  |
| 1990              |                                  | Yvonne Pokorny                   |                                  |                                  |
| 1991              | Innsbruck                        | Yvonne Pokorny                   | Christine Czerni                 | Melanie Friedreich               |
| 1992              |                                  | Yvonne Pokorny                   | Christine Czerni                 | Andrea Kus                       |
| 1993              | Wien                             | Andrea Kus                       | Yvonne Pokorny                   | Eva Sonnleitner                  |
| 1994              | Klagenfurt                       | Julia Lautowa                    | Martina Kus                      | Eva Sonnleitner                  |
| 1995              |                                  | Angela Tuska                     |                                  |                                  |
| 1996              |                                  | Andrea Kus                       | Denise Jaschek                   | Karin Brandstätter               |
| 1997              | St. Pölten                       | Julia Lautowa                    | Anna Wenzel                      | Karin Brandstätter               |
| 1998              | Wien                             | Jubilee Jenna Mandl              | Anna Wenzel                      | Elisabeth Angerer                |
| 1999              | Graz                             | Jubilee Jenna Mandl              | Anna Wenzel                      | Elisabeth Angerer                |
| 2000              | Wien                             | Julia Lautowa                    | Anna Wenzel                      |                                  |
| 2001              | Salzburg                         | Anna Wenzel                      |                                  |                                  |
| 2002              |                                  | Julia Lautowa                    | Diána Póth                       | Jennifer LeGuilloux              |
| 2003              | Dornbirn                         | Julia Lautowa                    | Jennifer LeGuilloux              | Anni Luftensteiner               |
| 2004              | Wien                             | Julia Lautowa                    | Andrea Kreuzer                   | Anni Luftensteiner               |
| 2005              | Innsbruck                        | Karin Brandstätter               | Anni Luftensteiner               | Andrea Kreuzer                   |
| 2006              | Innsbruck                        | Andrea Kreuzer                   | Kathrin Freudelsperger           | Astrid Mangi                     |
| 2007              | Wien                             | Kathrin Freudelsperger           | Denise Koegl                     | Kerstin Frank                    |
| 2008              | St. Pölten                       | Denise Kögl                      | Stephanie Ellensohn              | Kerstin Frank                    |
| 2009              | Linz                             | Miriam Ziegler                   | Kerstin Frank                    | Denise Kögl                      |
| 2010              | Innsbruck                        | Miriam Ziegler                   | Kerstin Frank                    | Belinda Schönberger              |
| 2011              | St. Pölten                       | Belinda Schönberger              | Andrea Kreuzer                   | Kerstin Frank                    |
| 2012              | Graz                             | Kerstin Frank                    | Belinda Schönberger              | Miriam Ziegler                   |
| 2013              | Wien                             | Kerstin Frank                    | Belinda Schönberger              | Natascha Zangl                   |
| 2014              | Salzburg                         | Kerstin Frank                    | Christina Grill                  | Jenny Lin                        |
| 2015              | Dornbirn                         | Kerstin Frank                    | Anita Kapferer                   | Sabrina Schulz                   |
| 2016              | Innsbruck                        | Kerstin Frank                    | Belinda Schönberger              | Lara Nikola Roth                 |
| 2017              | Graz                             | Kerstin Frank                    | Alisa Stomakhina                 | Marika Steward                   |
| 2018              | Wien                             | Lara Nikola Roth                 | Natalie Klotz                    | Sophia Schaller                  |
| 2019              | Gmunden                          | Lara Nikola Roth                 | Sophia Schaller                  | Victoria Hübler                  |
| 2020              | Klagenfurt                       | Olga Mikutina                    | Sophia Schaller                  | Stefanie Pesendorfer             |
| 2021              | Linz                             | Olga Mikutina                    | Sophia Schaller                  | Anita Kapferer                   |
| 2022              | Graz                             | Stefanie Pesendorfer             | Olga Mikutina                    | Sophia Schaller                  |
| 2023              | St. Pölten                       | Emily Saari                      | Sophia Schaller                  | Stefanie Pesendorfer             |
| 2024              | Feldkirch                        | Olga Mikutina                    | Stefanie Pesendorfer             | Emily Saari                      |
| 2025              | Dornbirn                         | Olga Mikutina                    | Flora Marie Schaller             | Emily Saari                      |

### Paarlauf
| Medaillengewinner | Medaillengewinner                | Medaillengewinner                    | Medaillengewinner                       | Medaillengewinner                    |
| ----------------- | -------------------------------- | ------------------------------------ | --------------------------------------- | ------------------------------------ |
| Jahr              | Ort                              | Gold                                 | Silber                                  | Bronze                               |
| 1913              | Wien                             | Helene Engelmann / Karl Mejstrik     | Christa von Szabó / Leo Horwitz         | /                                    |
| 1914              | Wien                             | Christa von Szabó / Leo Horwitz      | Helene Engelmann / Karl Mejstrik        | /                                    |
| 1915– 1920        | Keine Meisterschaften abgehalten | Keine Meisterschaften abgehalten     | Keine Meisterschaften abgehalten        | Keine Meisterschaften abgehalten     |
| 1921              | Wien                             | Helene Engelmann / Alfred Berger     | Hansi Eissert / Georg Pamperl           | /                                    |
| 1922              | Wien                             | Helene Engelmann / Alfred Berger     | /                                       | /                                    |
| 1923              | Wien                             | Helene Engelmann / Alfred Berger     | /                                       | /                                    |
| 1924              | Wien                             | Lilly Scholz / Otto Kaiser           | Gisela Hochhaltinger / Georg Pamperl    | /                                    |
| 1925              | Innsbruck                        | Herma Szabó / Ludwig Wrede           | Steinsky / Prohaska                     | /                                    |
| 1926              | Graz                             | Herma Szabó / Ludwig Wrede           | /                                       | /                                    |
| 1927              | Graz                             | Lilly Scholz / Otto Kaiser           | /                                       | /                                    |
| 1928              | Bruck/Mur                        | Lilly Scholz / Otto Kaiser           | Brunner / Wrede                         | Vejda / Hartmann                     |
| 1929              | Klagenfurt                       | Lilly Scholz / Otto Kaiser           | Gisela Hochhaltinger / Otto Preissecker | Melitta Brunner / Ludwig Wrede       |
| 1930              | Semmering                        | Melitta Brunner / Ludwig Wrede       | Gisela Hochhaltinger / Otto Preissecker | /                                    |
| 1931              | Graz                             | Lilly Gaillard / Willy Petter        | Idi Papez / Karl Zwack                  | Ridi Jauernigg / Pepo Jauernigg      |
| 1932              | Klagenfurt                       | Lilly Gaillard / Willy Petter        | Idi Papez / Karl Zwack                  | Olly Holzmann / Ludwig Wrede         |
| 1933              | Innsbruck                        | Idi Papez / Karl Zwack               | Lilly Gaillard / Willy Petter           | Hansi Kast / Otto Kaiser             |
| 1934              | Wien                             | Idi Papez / Karl Zwack               | Herta Baumgartner / Rolf Stillebacher   | Kafka / Hanke                        |
| 1935              | Wien                             | Idi Papez / Karl Zwack               | Ilse Pausin / Erik Pausin               | Liese Kianek / Adolf Rosdol          |
| 1936              | Wien                             | Ilse Pausin / Erik Pausin            | Kafka / Hanke                           | Hawel / Haidinger                    |
| 1937              | Innsbruck                        | Ilse Pausin / Erik Pausin            | Hildegard Faulhaber / Karl Eigel        | Helga Schrittwieser / Pepo Jauernigg |
| 1938*             | Graz                             | Ilse Pausin / Erik Pausin            | Hildegard Faulhaber / Karl Eigel        | Helga Schrittwieser / Pepo Jauernigg |
| 1939*             | Wien                             | Ilse Pausin / Erik Pausin            | Hildegard Faulhaber / Karl Eigel        | Helga Schrittwieser / Pepo Jauernigg |
| 1940*             | Wien                             | Ilse Pausin / Erik Pausin            | Hildegard Eigel-Faulhaber / Karl Eigel  | Herta Ratzenhofer / Emil Ratzenhofer |
| 1941*             | Wien                             | Ilse Pausin / Erik Pausin            | Herta Ratzenhofer / Emil Ratzenhofer    | Jurczak / Hauser                     |
| 1942*             | St. Pölten                       | Eva Pawlik / Rudi Seeliger           | Zimmermann / Gmeiner                    | /                                    |
| 1943*             | Mödling                          | Herta Ratzenhofer / Emil Ratzenhofer | Wambera / Hüttner                       | /                                    |
| 1944– 1945        | Keine Meisterschaften abgehalten | Keine Meisterschaften abgehalten     | Keine Meisterschaften abgehalten        | Keine Meisterschaften abgehalten     |
| 1946              | Wien                             | Herta Ratzenhofer / Emil Ratzenhofer | Susi Giebisch / Helmut Seibt            | Wambera / Hüttner                    |
| 1947              | Graz                             | Herta Ratzenhofer / Emil Ratzenhofer | Susi Giebisch / Helmut Seibt            | Müller / Hüttner                     |
| 1948              | Wien                             | Herta Ratzenhofer / Emil Ratzenhofer | Susi Giebisch / Helmut Seibt            | Elli Staerck / Harry Gareis          |
| 1949              | Graz                             | Herta Ratzenhofer / Emil Ratzenhofer | Elli Staerck / Harry Gareis             | /                                    |
| 1950              | Graz                             | Susi Giebisch / Rudi Seeliger        | Elli Staerck / Harry Gareis             | Herta Ratzenhofer / Emil Ratzenhofer |
| 1951              | Mariazell                        | Elli Staerck / Harry Gareis          | Sporn / Dressl                          | /                                    |
| 1952              | Seefeld                          | Sissy Schwarz / Kurt Oppelt          | Sporn / Dressl                          | /                                    |
| 1953              | St. Anton                        | Sissy Schwarz / Kurt Oppelt          | Widstruk / Konrad Lienert               | Löscher / Klein                      |
| 1954              | Graz                             | Sissy Schwarz / Kurt Oppelt          | Widstruk / Konrad Lienert               | Lehner / Lenitz                      |
| 1955              | Wien                             | Sissy Schwarz / Kurt Oppelt          | Liesl Ellend / Konrad Lienert           | /                                    |
| 1956              | Wien                             | Sissy Schwarz / Kurt Oppelt          | /                                       | /                                    |
| 1957              | Wien                             | Liesl Ellend / Konrad Lienert        | /                                       | /                                    |
| 1958              | Spittal/Drau                     | Liesl Ellend / Konrad Lienert        | /                                       | /                                    |
| 1959              | Wien                             | Diana Hinko / Heinz Döpfl            | /                                       | /                                    |
| 1960              | Wien                             | Diana Hinko / Heinz Döpfl            | /                                       | /                                    |
| 1961              | Wien                             | Diana Hinko / Heinz Döpfl            | /                                       | /                                    |
| 1962              | Wien                             | Diana Hinko / Bernd Henhapel         | /                                       | /                                    |
| 1963              | Wien                             | Gerlinde Schönbauer / Willy Bietak   | /                                       | /                                    |
| 1964              | Innsbruck                        | Gerlinde Schönbauer / Willy Bietak   | /                                       | /                                    |
| 1965              | Klagenfurt                       | Gerlinde Schönbauer / Willy Bietak   | /                                       | /                                    |
| 1966              | Salzburg                         | Gerlinde Schönbauer / Willy Bietak   | /                                       | /                                    |
| 1967              | Wien                             | Evelyne Schneider / Willy Bietak     | /                                       | /                                    |
| 1968              | Feldkirch                        | Evelyne Schneider / Willy Bietak     | /                                       | /                                    |
| 1969              |                                  | Evelyne Schneider / Willy Bietak     | /                                       | /                                    |
| 1970              |                                  | Evelyne Scharf / Willy Bietak        | /                                       | /                                    |
| 1971              |                                  | Evelyne Scharf / Willy Bietak        | /                                       | /                                    |
| 1972              |                                  | Ursula Nemec / Michael Nemec         | /                                       | /                                    |
| 1973              |                                  | Ursula Nemec / Michael Nemec         | /                                       | /                                    |
| 1974              |                                  | Ursula Nemec / Michael Nemec         | /                                       | /                                    |
| 1975              |                                  | Ursula Nemec / Michael Nemec         | /                                       | /                                    |
| 1976              |                                  | Ursula Nemec / Michael Nemec         | /                                       | /                                    |
| 1977              |                                  | Jenny Booth / Michael Nemec          | /                                       | /                                    |
| 1978              |                                  | Ingrid Fuchs / Walter Fuchs          | /                                       | /                                    |
| 1979              |                                  | Ingrid Fuchs / Walter Fuchs          | /                                       | /                                    |
| 1980              |                                  | Ingrid Fuchs / Walter Fuchs          | /                                       | /                                    |
| 1981              |                                  | /                                    | /                                       | /                                    |
| 1982– 1991        | Keine Paarkonkurrenz abgehalten  | Keine Paarkonkurrenz abgehalten      | Keine Paarkonkurrenz abgehalten         | Keine Paarkonkurrenz abgehalten      |
| 1992              |                                  | Ulrike Gerstl / Björn Lobenwein      | keine anderen Teilnehmer                | keine anderen Teilnehmer             |
| 1993              | Wien                             | Ulrike Gerstl / Björn Lobenwein      | keine anderen Teilnehmer                | keine anderen Teilnehmer             |
| 1994              | Klagenfurt                       | Ulrike Gerstl / Björn Lobenwein      | keine anderen Teilnehmer                | keine anderen Teilnehmer             |
| 1996              |                                  | Ulrike Gerstl / Björn Lobenwein      | keine anderen Teilnehmer                | keine anderen Teilnehmer             |
| 1997              | Keine Paarkonkurrenz abgehalten  | Keine Paarkonkurrenz abgehalten      | Keine Paarkonkurrenz abgehalten         | Keine Paarkonkurrenz abgehalten      |
| 1998              | Wien                             | Marion Haas / Björn Lobenwein        | Katarzyna Prystal / Roland Burghart     | keine anderen Teilnehmer             |
| 1999              | Graz                             | Claudia Koll / Björn Lobenwein       | keine anderen Teilnehmer                | keine anderen Teilnehmer             |
| 2000– 2010        | Keine Paarkonkurrenz abgehalten  | Keine Paarkonkurrenz abgehalten      | Keine Paarkonkurrenz abgehalten         | Keine Paarkonkurrenz abgehalten      |
| 2011              | St. Pölten                       | Stina Martini / Severin Kiefer       | keine anderen Teilnehmer                | keine anderen Teilnehmer             |
| 2012              | Graz                             | Stina Martini / Severin Kiefer       | keine anderen Teilnehmer                | keine anderen Teilnehmer             |
| 2013              | Wien                             | Stina Martini / Severin Kiefer       | keine anderen Teilnehmer                | keine anderen Teilnehmer             |
| 2014              | Salzburg                         | Miriam Ziegler / Severin Kiefer      | keine anderen Teilnehmer                | keine anderen Teilnehmer             |
| 2015              | Dornbirn                         | Miriam Ziegler / Severin Kiefer      | keine anderen Teilnehmer                | keine anderen Teilnehmer             |
| 2016              | Innsbruck                        | Miriam Ziegler / Severin Kiefer      | keine anderen Teilnehmer                | keine anderen Teilnehmer             |
| 2017              | Graz                             | Miriam Ziegler / Severin Kiefer      | keine anderen Teilnehmer                | keine anderen Teilnehmer             |
| 2018              | Wien                             | Miriam Ziegler / Severin Kiefer      | keine anderen Teilnehmer                | keine anderen Teilnehmer             |
| 2019              | Keine Paarkonkurrenz abgehalten  | Keine Paarkonkurrenz abgehalten      | Keine Paarkonkurrenz abgehalten         | Keine Paarkonkurrenz abgehalten      |
| 2020              | Klagenfurt                       | Miriam Ziegler / Severin Kiefer      | Olivia Faith Boys-Eddy / Livio Mayr     | keine anderen Teilnehmer             |
| 2021              | Linz                             | Miriam Ziegler / Severin Kiefer      | keine anderen Teilnehmer                | keine anderen Teilnehmer             |
| 2022              | Graz                             | Miriam Ziegler / Severin Kiefer      | keine anderen Teilnehmer                | keine anderen Teilnehmer             |
| 2023              | St. Pölten                       | Sophia Schaller / Livio Mayr         | keine anderen Teilnehmer                | keine anderen Teilnehmer             |
| 2024              | Feldkirch                        | Sophia Schaller / Livio Mayr         | keine anderen Teilnehmer                | keine anderen Teilnehmer             |
| 2025              | Dornbirn                         | Sophia Schaller / Livio Mayr         | Gabriella Izzo / Luc Maierhofer         | keine anderen Teilnehmer             |

* Ostmark-Meisterschaften

### Eistanz
| Ice Dance Medalists | Ice Dance Medalists                | Ice Dance Medalists                             | Ice Dance Medalists                | Ice Dance Medalists                               |
| ------------------- | ---------------------------------- | ----------------------------------------------- | ---------------------------------- | ------------------------------------------------- |
| Jahr                | Ort                                | Gold                                            | Silber                             | Bronze                                            |
| 1937                | Mödling                            | Wagner / Staniek                                | Winkelmann / Löhner                | Stöhr / Hackl                                     |
| 1938*               | Wien                               | Winkelmann / Löhner                             | Wagner / Staniek                   | Stöhr / Hackl                                     |
| 1939*               | Mödling                            | Wagner / Staniek                                | Winkelmann / Löhner                | Stöhr / Hackl                                     |
| 1940*               | Wien                               | Wagner / Staniek                                | Stöhr / Hackl                      | Bauer / Kröpfl                                    |
| 1941*               | Semmering                          | Winkelmann / Löhner                             | Stöhr / Hackl                      | Hertha Branowitzer / Rudolf Plaschke              |
| 1942*               | Innsbruck                          | Stöhr / Hackl                                   | Partmann / Heinlein                | Linsbauer / Fischer                               |
| 1943*               | Mödling                            | Stöhr / Hackl                                   | Nittmann / Staniek                 | Schubert / Forster                                |
| 1946                | Wien                               | Hertha Branowitzer / Rudolf Plaschke            | Kröpfl / Kröpfl                    | Schilling / Staniek                               |
| 1947                | Graz                               | Hertha Branowitzer / Rudolf Plaschke            | Schilling / Staniek                | Kröpfl / Kröpfl                                   |
| 1948                | Wien                               | Hertha Branowitzer / Rudolf Plaschke            | Leitner / Gregorin                 | Schilling / Staniek                               |
| 1949                | Graz                               | Hertha Branowitzer / Rudolf Plaschke            | Leitner / Gregorin                 | Staniek / Staniek                                 |
| 1950                | Innsbruck                          | Hertha Branowitzer / Rudolf Plaschke            | Leitner / Gregorin                 | Lehner / Hans Kutschera                           |
| 1951                | Wien                               | Leitner / Gregorin                              | Reitmaier / Behringer              | Binder / Fuhrich                                  |
| 1952                | Wien                               | Haffner / Huber                                 | Reitmaier / Hans Kutschera         | Binder / Fuhrich                                  |
| 1953                | St. Anton am Arlberg               | Binder / Fuhrich                                | Fischer / Zorn                     | Lehner / Hans Kutschera                           |
| 1954                | Graz                               | Binder / Fuhrich                                | Peikert / Hans Kutschera           | Fischer / Zorn                                    |
| 1955                | Wien                               | Peikert / Hans Kutschera                        | Fischer / Zorn                     | Ellend / Konrad Lienert                           |
| 1956                | Wien                               | Peikert / Hans Kutschera                        | Fischer / Zorn                     | Gröger / Mitterhuber                              |
| 1957                | Wien                               | Peikert / Hans Kutschera                        | Zorn / Zorn                        | Gröger / Mitterhuber                              |
| 1958                | Spittal/Drau                       | Zorn / Zorn                                     | Peikert / Mitterhuber              | Michlmayr / Georg Felsinger                       |
| 1959                | Wien                               | Zorn / Zorn                                     | Michlmayr / Georg Felsinger        | Trebesiner / Herbert Rothkappl                    |
| 1960                | Wien                               | Michelmayr / Georg Felsinger                    | Trebesiner / Herbert Rothkappl     | Wagner / Klein                                    |
| 1961                | Wien                               | Christel Trebesiner / Georg Felsinger           | Kandl / Wondrak                    | Wagner / Klein                                    |
| 1962                | Wien                               | Christel Trebesiner / Georg Felsinger           | Strohmeyer / Strohmeyer            | Holik / Holik                                     |
| 1963                | Wien                               | Christel Trebesiner / Georg Felsinger           | Strohmeyer / Strohmeyer            | Heidi Mezger / Herbert Rothkappl                  |
| 1964                | Innsbruck                          | Christel Trebesiner / Georg Felsinger           | Heidi Metzger / Herbert Rothkappl  | Strohmeyer / Strohmeyer                           |
| 1965                | Klagenfurt                         | Christel Trebesiner / Georg Felsinger           | Heidi Metzger / Herbert Rothkappl  | Thor / Thor                                       |
| 1966                | Salzburg                           | Christel Trebesiner / Herbert Rothkappl         | Heidi Metzger / Georg Felsinger    | Thor / Thor                                       |
| 1967                |                                    | /                                               | /                                  | /                                                 |
| 1968                |                                    | Heidi Metzger / Herbert Rothkappl               | /                                  | /                                                 |
| 1969                |                                    | Elfriede Rupp / Walter Leschetitzky             | /                                  | /                                                 |
| 1970                |                                    | Elfriede Rupp / Walter Leschetitzky             | /                                  | /                                                 |
| 1971                |                                    | Agnes Arco / Adrian Perco                       | /                                  | /                                                 |
| 1972                |                                    | Brigitte Scheijbal / Walter Leschetitzky        | /                                  | /                                                 |
| 1973                |                                    | Brigitte Scheijbal / Walter Leschetitzky        | /                                  | /                                                 |
| 1974                |                                    | Brigitte Scheijbal / Walter Leschetitzky        | /                                  | /                                                 |
| 1975                |                                    | Susanne Handschmann / Peter Handschmann         | /                                  | /                                                 |
| 1976                |                                    | Susanne Handschmann / Peter Handschmann         | /                                  | /                                                 |
| 1977                |                                    | Susanne Handschmann / Peter Handschmann         | /                                  | /                                                 |
| 1978                |                                    | Susanne Handschmann / Peter Handschmann         | /                                  | /                                                 |
| 1979                |                                    | Susanne Handschmann / Peter Handschmann         | /                                  | /                                                 |
| 1980                |                                    | Susanne Handschmann / Peter Handschmann         | /                                  | /                                                 |
| 1981                |                                    | /                                               | /                                  | /                                                 |
| 1982                |                                    | Maria Kniffer / Manfred Hübler                  | /                                  | /                                                 |
| 1983                |                                    | Kathrin Beck / Christoff Beck                   | /                                  | /                                                 |
| 1984                |                                    | Kathrin Beck / Christoff Beck                   | /                                  | /                                                 |
| 1985                |                                    | Kathrin Beck / Christoff Beck                   | /                                  | /                                                 |
| 1986                |                                    | Kathrin Beck / Christoff Beck                   | /                                  | /                                                 |
| 1987                |                                    | Kathrin Beck / Christoff Beck                   | /                                  | /                                                 |
| 1988                |                                    | Kathrin Beck / Christoff Beck                   | /                                  | /                                                 |
| 1989                |                                    | Ursula Holik / Herbert Holik                    | /                                  | /                                                 |
| 1990                |                                    | Monika Müksch / Bernhard Hatzl                  | /                                  | /                                                 |
| 1991                | Innsbruck                          | Daria-Larissa Maritczak / Ihor Andrij Maritczak | Monika Müksch / Bernhard Hatzl     | Bettina Bastl / Klaus Oberleitner                 |
| 1992                |                                    | Daria-Larissa Maritczak / Ihor Andrij Maritczak | Angelika Führing / Peter Wilczek   | Karin Galle / Rolf Galle                          |
| 1993                | Wien                               | Angelika Führing / Peter Wilczek                | keine anderen Teilnehmer           | keine anderen Teilnehmer                          |
| 1994                | Klagenfurt                         | Angelika Führing / Peter Wilczek                | Allison MacLean / Konrad Schaub    |                                                   |
| 1995                |                                    | Allison MacLean / Konrad Schaub                 | /                                  | /                                                 |
| 1996                | Wien                               | Allison MacLean / Konrad Schaub                 | Andrea Sopper / Pavel Skulec       | Ursula Peschorn / Werner Raag                     |
| 1997                | St. Pölten                         | Angelika Führing / Bruno Ellinger               | Andrea Sopper / Pavel Skulec       | Elke Rogl / Christopher Rory Hasset               |
| 1998                | Wien                               | Angelika Führing / Bruno Ellinger               | keine anderen Teilnehmer           | keine anderen Teilnehmer                          |
| 1999                | Linz                               | Angelika Führing / Bruno Ellinger               | Marina Rebernig / Robert Pusch     |                                                   |
| 2000                | Wien                               | Barbara Herzog / David Vincour                  | Marina Rebernig / Robert Pusch     | Sonja Sofska / Pavel Skulecs                      |
| 2001                | Salzburg                           | Barbara Herzog / David Vincour                  | Marina Rebernig / Robert Pusch     | keine anderen Teilnehmer                          |
| 2002                |                                    | Barbara Herzog / Dmitri Matsjuk                 | Marina Rebernig / Robert Pusch     | Marie Isabelle Gusbeth / Christopher Rory Hassett |
| 2003                | Dornbirn                           | Barbara Herzog / Dmitri Matsjuk                 | Marina Rebernig / Robert Pusch     | keine anderen Teilnehmer                          |
| 2004                | Wien                               | Barbara Herzog / Dmitri Matsjuk                 | Marina Rebernig / Robert Pusch     | Marie Isabelle Gusbeth / Christopher Rory Hassett |
| 2005                | Keine Eistanzkonkurrenz abgehalten | Keine Eistanzkonkurrenz abgehalten              | Keine Eistanzkonkurrenz abgehalten | Keine Eistanzkonkurrenz abgehalten                |
| 2006                | Innsbruck                          | Barbora Silná / Dmitri Matsjuk                  | keine anderen Teilnehmer           | keine anderen Teilnehmer                          |
| 2007                | Wien                               | Barbora Silná / Dmitri Matsjuk                  | keine anderen Teilnehmer           | keine anderen Teilnehmer                          |
| 2008                | St. Pölten                         | Barbora Silná / Dmitri Matsjuk                  | keine anderen Teilnehmer           | keine anderen Teilnehmer                          |
| 2009                | Linz                               | Barbora Silná / Dmitri Matsjuk                  | keine anderen Teilnehmer           | keine anderen Teilnehmer                          |
| 2010                | Innsbruck                          | Kira Geil / Dmitri Matsjuk                      | keine anderen Teilnehmer           | keine anderen Teilnehmer                          |
| 2011                | St. Pölten                         | Kira Geil / Tobias Eisenbauer                   | Barbora Silná / Juri Kurakin       | Rachel Hofer / Christoph Klier                    |
| 2012                | Graz                               | Barbora Silná / Juri Kurakin                    | Kira Geil / Tobias Eisenbauer      | keine anderen Teilnehmer                          |
| 2013                | Wien                               | Kira Geil / Tobias Eisenbauer                   | Barbora Silná / Juri Kurakin       | keine anderen Teilnehmer                          |
| 2014                | Salzburg                           | Kira Geil / Tobias Eisenbauer                   | Barbora Silná / Juri Kurakin       | keine anderen Teilnehmer                          |
| 2015                | Dornbirn                           | Barbora Silná / Juri Kurakin                    | keine anderen Teilnehmer           | keine anderen Teilnehmer                          |
| 2016                | Innsbruck                          | Barbora Silná / Juri Kurakin                    | keine anderen Teilnehmer           | keine anderen Teilnehmer                          |
| 2017                | Graz                               | Regina Yankovska / Dmytro Matsyuk               | keine anderen Teilnehmer           | keine anderen Teilnehmer                          |
| 2018– 2022          | Keine Eistanzkonkurrenz abgehalten | Keine Eistanzkonkurrenz abgehalten              | Keine Eistanzkonkurrenz abgehalten | Keine Eistanzkonkurrenz abgehalten                |
| 2023                | St. Pölten                         | Corinna Huber / Patrik Huber                    | keine anderen Teilnehmer           | keine anderen Teilnehmer                          |
| 2024                | Feldkirch                          | Corinna Huber / Patrik Huber                    | keine anderen Teilnehmer           | keine anderen Teilnehmer                          |
| 2025                | Dornbirn                           | Corinna Huber / Patrik Huber                    | keine anderen Teilnehmer           | keine anderen Teilnehmer                          |

- 1938 bis 1943 Ostmark-Meisterschaften statt Österreichischer Meisterschaften